# New International Encyclopedia

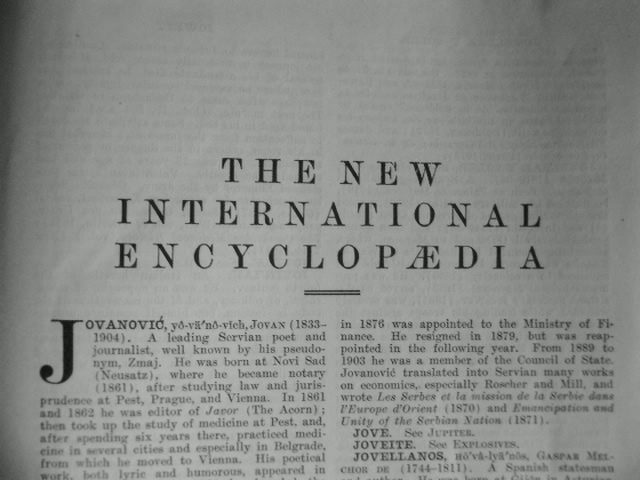

A New International Encyclopedia foi uma enciclopédia americana publicada inicialmente em 1902 por Dodd, Mead and Company. Ela veio da International Cyclopaedia, de 1884.
A New International Encyclopedia foi expandida de 17 para 20 volumes em 1906; e a 2ª edição apareceu em 1914 em 24 volumes.
O material de 1926 foi impresso em Cambridge, Massachusetts, pela The University Press. A Boston Bookbinding Co. de Cambridge produziu as capas. A enciclopédia compreende treze livros em vinte e três volumes, mais tarde incluindo um suplemento ao volume 23. Cada texto contém cerca de 1600 páginas.
Muito do material biográfico foi registrado na New International Encyclopedia. Assim, por exemplo, uma descrição inicial de Adolf Hitler e suas atividades de 1920 a 1924 está incluída no suplemento da edição de 1926. É reconhecido que muitos nomes descritivos e científicos para plantas e animais estão desatualizados.
Ela contém vários mapas coloridos e desdobráveis de nações, colônias e protetorados que existiam no início do século XX. Esses mapas são valiosos por seus dados sobre as fronteiras nacionais e coloniais na Europa, Ásia e África na época da Primeira Guerra Mundial. Continha desenhos, ilustrações e fotografias abundantes.